# Luis Rey Polo
Luís Rey Polo (Barcelona, 29 de agosto de 1924 - Madrid, 14 de mayo de 2000) fue un pintor, escultor y arquitecto español. Autor de grandes esculturas de piedra, hierro y hormigón, vidrieras y murales en Barcelona, Madrid, Hospitalet y Menorca. Considerado por la crítica como uno de los tres informalistas catalanes más importantes.

## Biografía
Fue alumno del Institut Escola Pi i Margall durante la República. Estudió en la Escola d'Arts i Oficis de Barcelona, primero en la sede de Sants y luego en La Llotja y en la Escuela de Bellas Artes de San Jorge. Fue Vicepresidente del Salón de Mayo de Barcelona.
En 1951 obtuvo la Medalla de Bronce de la Exposición Municipal de Hospitalet del Llobregat y una beca de estudios del Cercle Maillol de Barcelona, dirigido por Josep Mª de Sucre, para viajar a París. En 1953 fue galardonado con el Premio de Dibujo Ciudad de l'Hospitalet y el 2º Premio de Pintura Ciudad de l'Hospitalet. En 1963 fue galardonado con el Premio Joan Miró.
Han escrito sobre este artista y su obra críticos del calibre de José Corredor Matheos, Ángel Crespo, Jesús Lizano, Carlos Antonio Areán, Cesáreo Rofríguez Aguilera, Arnau Puig o Josep Maria Cadena. Antonio Leyva escribió en 1996 una biografía del artista, titulada "REY POLO", publicada por Fur Printings Ediciones, Paracuellos de Jarama (Madrid).
Formó parte del grupo "5ª Forma" en los años 60 y de "3 Punts de vista" en los años 80. Llevó a cabo actividades de investigación plástica y sonora durante los años 70 y 80.
Para Rey Polo, el cuadro es una fusión de materia y espíritu sosegada por la geometría y sus rigores. Pintor arrebatado y recóndito, complejo, matérico, sus obras trascienden la pura complacencia. Expuso su obra en numerosas exposiciones individuales en toda España (Madrid, Barcelona, l'Hospitalet, Logroño, Zaragoza, Gerona, Menorca, Burgos, Salamanca, Valladolid, Palma de Mallorca, etc.), Francia (París, Nîmes, Pau), Holanda (La Haya y Ámsterdam) , Italia (Milán, Perugia), U.S.A. (New York) y en exposiciones colectivas tanto en Europa como en el continente americano.

## Obra
Pueden admirarse sus cuadros en los siguientes museos:
- Museo de Arte Moderno de Barcelona
- Biblioteca Museu Víctor Balaguer
- Museo Nacional de Arte Contemporáneo de Nicaragua
- Museo Municipal de Hospitalet
- Museo Provincial de Logroño
- Museo Provincial de BB.AA. de Murcia
- Museo de Granada
- Museo de Arte Contemporáneo de Lisboa
- Museo del Fútbol Club Barcelona
- Fondo de Arte del Diario "AVUI" de Barcelona
- Casa de la Cultura de Cuenca
- Caja de Ahorros de Burgos
- Centro Catalán de Madrid
- Colegio de Aparejadores y Arquitectos Técnicos de Logroño
- Fundación Calouste Gulbenkian de Lisboa
- Colección Azeredo Perdigão de Lisboa,
- Fundació Vila-Casas de Barcelona

### Murales y esculturas
- 1959: Capilla de la iglesia de San Isidro (Hospitalet de Llobregat)
- 1968: Escultura de la Plaza del Maestro Juan Manén en Cala Morell, Ciudadela (Menorca)
- 1970: Escultura en hormigón, actualmente en el Parque de Esculturas del Fútbol Club Barcelona
- 1991: Escultura en piedra, Ciudadela (Menorca)